# كيلو غرام ثقلي
وحدة كيلو غرام ثقلي هي وحدة من وحدات القوة ويرمز لها بـ (كغث) (بالإنجليزية: kilogram-force)‏ ويرمز لها بـ (kgf)، تعرف بأنها مقدار القوة المؤثرة على 1 كيلوغرام لإعطائه تسارع مقداره 9.80665 م/ثا2 . (هذا التسارع يعادل تسارع جاذبية الأرض ).
وبناء على ذلك فإن 1 كيلوجرام ثقلي = 
9.80665 نيوتن 
كيلو غرام ثقلي ليس جزءًا من نظام الوحدات الدولي، الذي وضع في عام 1960. فالوحدة الدولية للقوة هي نيوتن.
تستخدم وحدة ديكا نيوتن (daN) في بعض الميادين كمكافئ للكيلو غرام ثقلي ؛ فإن 1 كيلوجرام ثقلي = 10 نيوتن تقريبا .
|                                                                                               | نيوتن (وحدات ن د) | داين          | كيلو غرام ثقلي            | رطل-قوة         | باوندال          |
| --------------------------------------------------------------------------------------------- | ----------------- | ------------- | ------------------------- | --------------- | ---------------- |
| 1 نيوتن                                                                                       | ≡ 1 كجم·م/ث²      | = 105 داين    | ≈ 0.10197 كيلو غرام ثقلي  | ≈ 0.22481 رطلق  | ≈ 7.2330 باوندال |
| 1 داين                                                                                        | = 10−5 نيوتن      | ≡ 1 جم·سم/ث²  | ≈ 1.0197 كيلو غرام ثقلي   | ≈ 2.2481 رطلق   | ≈ 7.2330 باوندال |
| 1 كيلو غرام ثقلي                                                                              | = 9.80665 نيوتن   | = 980665 داين | ≡ gn·(1 كجم)              | ≈ 2.2046 رطلق   | ≈ 70.932 باوندال |
| 1 رطلق                                                                                        | ≈ 4.448222 نيوتن  | ≈ 444822 داين | ≈ 0.45359 كيلو غرام ثقلي  | ≡ gn·(1 lb)     | ≈ 32.174 باوندال |
| 1 باوندال                                                                                     | ≈ 0.138255 نيوتن  | ≈ 13825 داين  | ≈ 0.014098 كيلو غرام ثقلي | ≈ 0.031081 رطلق | ≡ 1 رطل·قدم/ث²   |
| قيمة gn المستخدمة هنا لجميع وحدات الجاذبية مساوية لقيمتها في التعريف الرسمي للكيلو غرام ثقلي. |                   |               |                           |                 |                  |